# 오지용
오지용(1963년 ~ , 충청북도 진천군)은 대한민국의 대학 교수이자 변호사이다. 충북대학교 법학전문대학원 교수로 재직 중이다. 문재인 대통령의 경희대학교 법학과 동문이다.

## 경력
- 사법시험 29회, 연수원 19기